# 犬掛の戦い
犬掛の戦い(いぬかけのたたかい)は、天文3年（1534年）里見氏第4代当主の里見義豊と里見義堯の従兄弟同士の間で起こった里見氏の内紛によるもの。この両者の間で戦いが行われたのが｢犬掛｣で、里見義堯が里見義豊を破り勝利した。
里見氏同士の骨肉の争いを演じたと言われている。
里見家第4代当主であった里見義豊は、里見氏第3代当主の父里見義通が亡くなった後に家督を継ぎ、稲村城に入城。
里見義通の弟で、里見義豊の叔父である里見実堯とその息子里見義堯は、金谷城へ入城。
上総進出を狙う小田原城の北条氏綱は、当主の里見義豊を排除するべく、里見実堯と実堯の側近正木通綱に接近。
この接近に危機感を抱いた里見義豊が、叔父の里見実堯と側近の正木通綱を稲村城に呼び出し誅殺したことから戦いが開かれた。
父、里見実堯を殺害された息子の里見義堯と同じく稲村城で殺害された正木通綱の息子、正木時茂･時忠が連合して敵である義豊を討つべく決起。
造海城に籠城し北条氏綱に援軍を求め、北条氏綱も要請に応じて造海城に援軍を派遣。
里見義堯･正木兄弟･北条の連合軍と里見義豊軍が激突したのが｢犬掛｣の地であり、この｢犬掛の戦い｣で里見義豊は討死。
これにより里見義堯は里見家第5代当主になった。

## その他
- 江戸時代の『南総里見八犬伝』では、｢八房｣生誕の地として｢犬掛｣の名前が出ており、里見氏にとって因縁の場所ともいえる。